# Pediobius albipes
Pediobius albipes  (лат.) — вид паразитических наездников рода Pediobius из семейства Eulophidae (Chalcidoidea) отряда перепончатокрылые насекомые. Северная Америка (Канада, США) и Европа. Переднеспинка с шейкой, отграниченной килем (поперечным гребнем). Щит среднеспинки с развитыми изогнутыми парапсидальными бороздками. Среди первичных хозяев жуки Anthonomus nigrinus (Curculionidae), бабочки Cameraria guttifinitella, Lithocolletis sp., Lithocolletis guttifinitella, Marmara fasciella, Phyllocnistis populiella (Gracillariidae), Antispila aurirubra (Heliozelidae), Argyresthia thuiella (Yponomeutidae), двукрылые Phytobia jucunda, Phytomyza ilicicola, Phytomyza ilicis (Agromyzidae) и некоторые перепончатокрылые. Обнаружены на растениях следующих видов: Ilex opaca (Aquifoliaceae), Helianthus grosseserratus (Asteraceae), Cornus sp. (Cornaceae), Thuja occidentalis (Cupressaceae), Rubus allegheniensis (Rubiaceae).